# Nicolas Courbière
Nicolas Courbière (ur. 28 kwietnia 1993 w Saint-Jean-d’Angély) – francuski lekkoatleta, sprinter.
Specjalizuje się w biegu na 400 metrów. Zdobył złoty medal w sztafecie 4 × 400 metrów na młodzieżowych mistrzostwach Europy w 2015 w Tallinnie (sztafeta francuska biegła w składzie: Ludvy Vaillant, Alexandre Divet, Courbière i Thomas Jordier). Zajął 4. miejsce w tej konkurencji na halowych mistrzostwach Europy w 2017 w Belgradzie.
Zdobył brązowy medal w sztafecie 4 × 400 metrów (w składzie: Mame-Ibra Anne, Jordier, Courbière i Fabrisio Saïdy) na halowych mistrzostwach Europy w 2019.
Był brązowym medalistą halowych mistrzostw Francji w biegu na 400 metrów w 2014 i 2017.
Rekordy życiowe Courbière’a:
- bieg na 400 metrów – 46,45 (16 lipca 2017, Marsylia)
- bieg na 400 metrów (hala) – 47,24 (13 lutego 2014, Lyon)